# Mandibules - Due uomini e una mosca
Mandibules - Due uomini e una mosca è un film del 2020 scritto, diretto, fotografato e montato da Quentin Dupieux.
È stato presentato fuori concorso alla 77ª Mostra internazionale d'arte cinematografica di Venezia.

## Trama
Jean-Gab e Manu, due amici bifolchi e poco furbi, che vivono di piccoli espedienti criminali, trovano una mosca gigantesca rinchiusa nel bagagliaio di un'auto rubata e danno vita ad una serie di disavventure nel tentativo di addestrarla per guadagnare soldi facili.

## Promozione
Il teaser trailer del film è stato pubblicato online il 14 luglio 2020, seguito dal primo trailer il 4 settembre 2020.

## Distribuzione
Il film è stato presentato in anteprima mondiale il 5 settembre 2020 alla 77ª Mostra internazionale d'arte cinematografica di Venezia.
Venne distribuito nelle sale cinematografiche francesi da Memento Films a partire dal 2 dicembre 2020. La pellicola di Dupieux è uscità in Italia il 17 giugno del 2021.

## Accoglienza
Sull'aggregatore di recensioni online Rotten Tomatoes, il film ha una percentuale di gradimento da parte della critica del 93%, basata su 57 recensioni, con un voto medio di 7,40 su 10, mentre su Metacritic ha un punteggio medio di 74 su 100, basato sulle recensioni di 16 critici.

## Riconoscimenti
- Premio Magritte - 2022
  - Candidatura Migliore Promessa Maschile a Roméo Elvis

- Premio César - 2022
  - Candidatura Miglior Attrice Non Protagonista ad Adèle Exarchopoulos